# Liga Leumit 1996-1997
La Liga Leumit 1996-1997 è stata la 56ª edizione della massima serie del campionato israeliano di calcio.
Le 16 squadre partecipanti si affrontarono in un girone all'italiana con partite di andata e ritorno.
Le ultime due classificate furono retrocesse in Liga Artzit, da cui vennero promosse le prime due classificate.
Il torneo fu vinto, per la terza volta, dal Beitar Gerusalemme.
Capocannoniere del torneo fu Moti Kakun, dell'Hapoel Petah Tiqwa, con 20 goal.
Nel campionato 1996-1997, per la prima volta nella storia della competizione, una squadra arabo-israeliana, l'Hapoel Taibe, militò nella massima divisione.

## Squadre partecipanti
| Club                   | Città         |
| ---------------------- | ------------- |
| Beitar Gerusalemme     | Gerusalemme   |
| Bnei Yehuda            | Tel Aviv      |
| Hapoel Be'er Sheva     | Be'er Sheva   |
| Hapoel Beit She'an     | Beit She'an   |
| Hapoel Gerusalemme     | Gerusalemme   |
| Hapoel Haifa           | Haifa         |
| H. Rishon LeZion       | Rishon LeZion |
| Hapoel Kfar Saba       | Kfar Saba     |
| Hapoel Petah Tiqwa     | Petah Tiqwa   |
| Hapoel Taibe           | Taibe         |
| Hapoel Tel Aviv        | Tel Aviv      |
| Hapoel Tzafririm Holon | Holon         |
| Maccabi Haifa          | Haifa         |
| Maccabi Herzliya       | Herzliya      |
| Maccabi Petah Tiqwa    | Petah Tiqwa   |
| Maccabi Tel Aviv       | Tel Aviv      |

## Classifica
|                     | Pos. | Squadra                | Pt | G  | V  | N  | P  | GF | GS | DR  |
| ------------------- | ---- | ---------------------- | -- | -- | -- | -- | -- | -- | -- | --- |
| Campione di Israele | 1.   | Beitar Gerusalemme     | 69 | 30 | 21 | 6  | 3  | 62 | 20 | +42 |
|                     | 2.   | Hapoel Petah Tiqwa     | 60 | 30 | 18 | 6  | 6  | 57 | 37 | +20 |
|                     | 3.   | Hapoel Be'er Sheva     | 60 | 30 | 19 | 3  | 8  | 44 | 25 | +19 |
|                     | 4.   | Maccabi Petah Tiqwa    | 52 | 30 | 14 | 10 | 6  | 39 | 22 | +17 |
|                     | 5.   | Maccabi Haifa          | 48 | 30 | 13 | 9  | 8  | 48 | 34 | +14 |
|                     | 6.   | Maccabi Tel Aviv       | 46 | 30 | 13 | 7  | 10 | 47 | 34 | +13 |
|                     | 7.   | Hapoel Haifa           | 43 | 30 | 12 | 7  | 11 | 34 | 33 | +1  |
|                     | 8.   | Hapoel Kfar Saba       | 40 | 30 | 11 | 7  | 12 | 34 | 39 | -5  |
|                     | 9.   | H. Rishon LeZion       | 40 | 30 | 11 | 7  | 12 | 35 | 47 | -12 |
|                     | 10.  | Bnei Yehuda            | 38 | 30 | 10 | 8  | 12 | 32 | 40 | -8  |
|                     | 11.  | Hapoel Beit She'an     | 34 | 30 | 9  | 7  | 14 | 29 | 34 | -5  |
|                     | 12.  | Hapoel Gerusalemme     | 34 | 30 | 9  | 7  | 14 | 30 | 41 | -11 |
|                     | 13.  | Hapoel Tel Aviv        | 33 | 30 | 8  | 9  | 13 | 29 | 32 | -3  |
|                     | 14.  | Maccabi Herzliya       | 32 | 30 | 9  | 5  | 16 | 19 | 28 | -9  |
|                     | 15.  | Hapoel Tzafririm Holon | 21 | 30 | 4  | 9  | 17 | 17 | 43 | -26 |
|                     | 16.  | Hapoel Taibe           | 15 | 30 | 4  | 3  | 23 | 19 | 66 | -47 |

## Verdetti
- Beitar Gerusalemme campione di Israele 1996-1997, qualificato al primo turno preliminare della Champions League 1997-1998
- Hapoel Be'er Sheva qualificato al turno preliminare della Coppa delle Coppe 1997-1998 in quanto vincitore della Coppa di Stato 1996-1997
- Hapoel Petah Tiqwa qualificato al primo turno preliminare della Coppa UEFA 1997-1998
- Maccabi Petah Tiqwa e Maccabi Haifa qualificati alla fase a gironi della Coppa Intertoto 1997
- Hapoel Tzafririm Holon e Hapoel Taibe retrocessi in Liga Artzit 1997-1998
- Hapoel Ashkelon e Ironi Ashdod promossi in Liga Leumit 1997-1998